# George Francis Seymour
Sir George Francis Seymour (17. září 1787, Berkeley Castle, Anglie – 20. ledna 1870, Londýn, Anglie) byl britský admirál. U Royal Navy sloužil od roku 1797 a již v devatenácti letech byl kapitánem. Po napoleonských válkách žil řadu let v civilu, později byl vrchním velitelem v Tichém oceánu a v oblasti Karibského moře. V roce 1866 dosáhl v britském námořnictvu nejvyšší hodnosti velkoadmirála.

## Kariéra

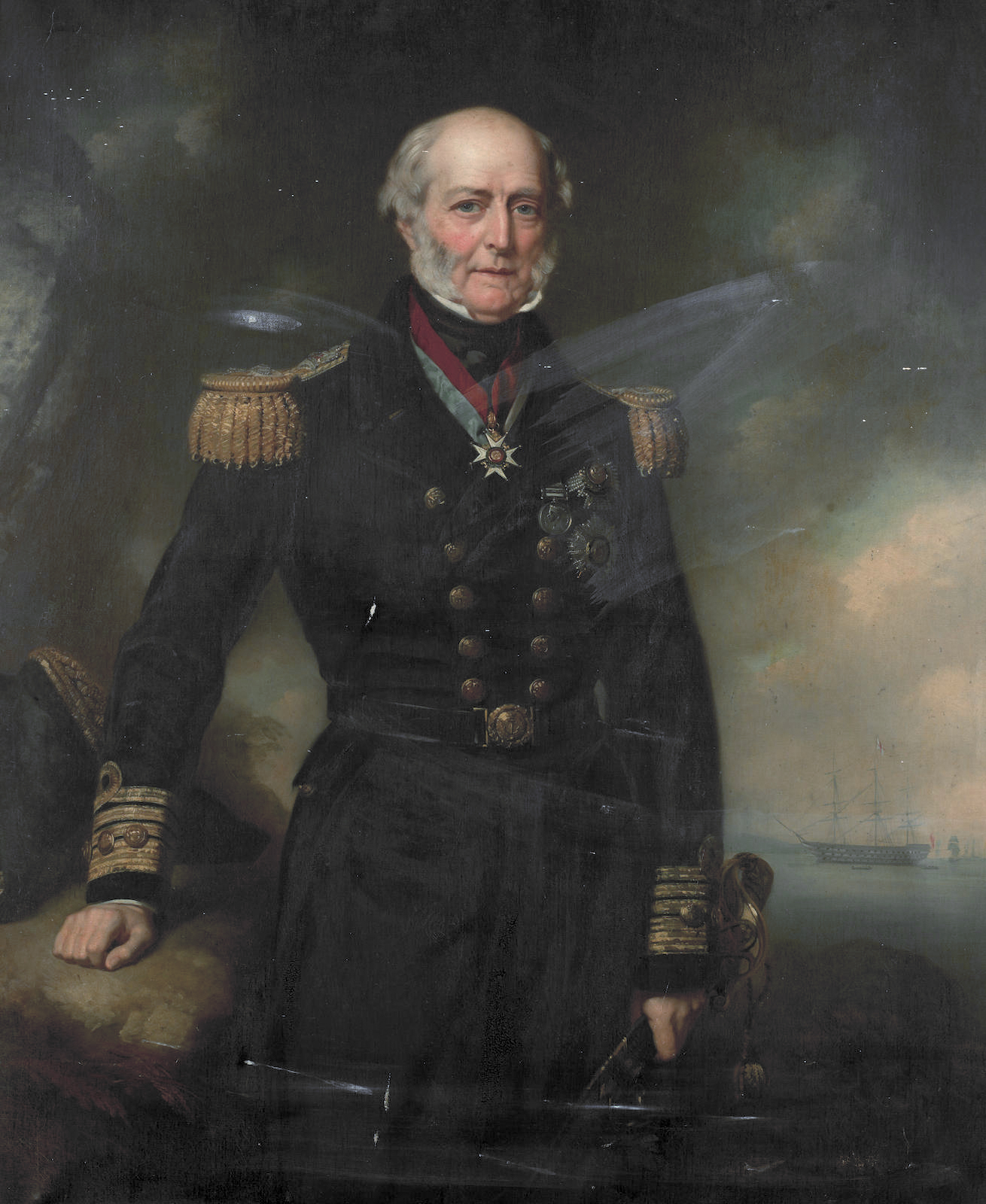
Velkoadmirál Sir George Francis Seymour

Pocházel z významného šlechtického rodu Seymourů, patřil k rodové linii markýzů z Herftordu, byl synem admirála lorda Hugha Seymoura (1759–1801), po matce byl potomkem rodu Waldegrave a vnukem 2. hraběte Waldegrave, po otci byl vnukem 1. markýze z Hertfordu (na rozdíl od svých předků již neužíval jméno Seymour-Conway, ale jen Seymour). Do námořnictva vstoupil již v deseti letech pod velením svého otce, nejprve ve Středomoří, poté v Karibiku. V roce 1806 byl zraněn v bitvě u San Dominga a v návaznosti na to se již v devatenácti letech stal kapitánem. Během napoleonských válek bojoval znovu ve Středomoří a v roce 1812 se zúčastnil války proti USA. V závěru napoleonských válek obdržel Řád lázně (1815) a poté žil v civilu, v letech 1818–1841 byl ceremoniářem Sněmovny lordů. V letech 1830–1837 byl nejvyšším hofmistrem a správcem královského šatníku krále Viléma IV., zároveň byl královským námořním pobočníkem. Jako rytíř hannoverského Řádu Guelfů byl v roce 1831 povýšen do šlechtického stavu.
V roce 1841 byl povýšen do hodnosti kontradmirála a v Peelově vládě zastával funkci lorda admirality (1841–1844). Po téměř třiceti letech se vrátil do aktivní služby na moři jako vrchní velitel v Tichém oceánu (1844–1847). V této funkci musel řešit napětí se Spojenými státy ohledně hranic výsostných vod a práv rybolovu. V roce 1850 získal hodnost viceadmirála a v letech 1851–1853 byl vrchním velitelem v Karibiku a u břehů severní Ameriky. Aktivní službu zakončil jako velitel v Portsmouthu (1856-1859), mezitím byl v roce 1857 povýšen na admirála. V roce 1860 obdržel velkokříž Řádu lázně a v letech 1865–1866 zastával čestnou funkci viceadmirála Spojeného království. V roce 1866 dosáhl hodnosti velkoadmirála. Zemřel ve svém londýnském domě na náměstí Eaton Square, pohřben byl poblíž rodového sídla Ragley Hall (Warwickshire).

## Rodina
Jeho manželkou byla od roku 1811 Georgiana Berkeley (1793–1878) ze staré šlechtické rodiny, dcera admirála Georga Cranfielda Berkeleye (1753–1818). Měli spolu osm dětí, nejstarší syn Francis George Seymour (1812–1884) zdědil po bratranci v roce 1870 titul markýze z Hertfordu. Další syn Henry George Seymour (1818–1869) sloužil u námořnictva a dosáhl hodnosti viceadmirála. Nejmladší syn lord William Frederick Seymour (1838–1915) byl generálem.
Georgovi mladší bratři Hugh Seymour (1790–1821) a Horace Seymour (1791–1851) sloužili v armádě a zasedali v Dolní sněmovně. Horaceho syn Frederick Seymour, 1. baron Alcester (1821–1895) byl admirálem.
Georgův bratranec Sir George Hamilton Seymour (1797–1880) působil v diplomacii, byl velvyslancem v Rusku (1851–1854) a Rakousku (1855–1858).